# エスポアール
株式会社エスポアール（英: Espoir Co.,Ltd.）は、福島県田村市に本社を置く、衣類メーカーである。

## 概要
ミズノなどのスポーツウェアのOEM供給を主力事業としており、アテネオリンピック以降、卓球日本代表のユニフォームを製造している。

## 事業所・グループ会社

### 日本
福島事業所
福島県田村市常葉町西向字下川原82-3
医療機器製造許可 認証取得
新潟事業所
新潟県阿賀野市笹岡90番地
株式会社多衣夢工房

### 中国
艾士堡服飾(濰坊)有限公司
中国山東省濰坊市山東濰城経済開発区工業一街28号
ISO 9001認証取得
ISO14001認証取得